# Манула, Аиши
Аиши Салюм Манула (англ. Aishi Salum Manula; род. 13 сентября 1995, Морогоро) — танзанийский футболист, играющий на позиции вратаря. Игрок национальной сборной.

## Клубная карьера
Родился в городе Морогоро. На юношеском уровне начал карьеру в клубе «Мтибва Шугер». 1 июля 2012 года в семнадцатилетнем возрасте подписал контракт с клубом «Азам», где сначала выступал в юношеской и молодёжной команде клуба.
Благодаря удачной игре быстро привлек внимание тренерского штаба первой команды, постепенно начал привлекаться к тренировкам с первой командой клуба. Дебютировал на профессиональном уровне в сезоне 2014/15 годов. Цвета клуба из Дар-эс-Салама защищал до начала августа 2017 года.
8 августа 2017 года Манул официально стал игроком гранда танзанийского футбола, клуба «Симба», куда его пригласили на смену ганскому вратарю Дэниелу Аджею. Помог своему новому клубу завоевать два чемпионата Танзании, а также получил индивидуальную награду — «Золотую перчатку».

## Карьера в сборной
С 2015 года вызывается в состав национальной сборной Танзании. В 2019 году попал в заявку национальной сборной для участия в финальной стадии Кубка африканских наций в Египте.